# Ernesto Sequi
Ernesto Sequi (Bosa, 10 aprile 1882 – Roma, 24 aprile 1965) è stato un cavaliere e militare italiano.

## Biografia
Ernesto Sequi nacque il 10 aprile 1882 da Don Giovanni Battista Sequi-Fois e Maria Rita Milia, entrambi di Bortigali (il loro matrimonio fu celebrato nel 1886).

Arruolatosi nell'Arma dei Carabinieri, divenne un valente e noto aviatore e cavallerizzo. Col grado di Capitano fu incorporato nel 10º Gruppo Aeroplani e partecipò a diverse battaglie della Grande Guerra, diventando un esperto comandante di squadriglia.

Il 18 novembre 1917 viene ferito in combattimento quando volava nella 76ª Squadriglia caccia e venne ricoverato in ospedale.
Il 26 marzo 1918 assume il comando della 70ª Squadriglia caccia ed il 17 giugno viene gravemente ferito al viso da una pallottola di fucile dovendo lasciare il comando per ricovero in ospedale.
Più volte, dopo rischiosi combattimenti a bassa quota, tornò alla base con l'apparecchio crivellato di colpi e col corpo segnato da numerose e gravi ferite.

Gli venne attribuita la Medaglia d'Argento al Valor Militare .
Al termine della carriera, col grado di Tenente Colonnello, fu insignito anche del Ruolo d'Onore per le mutilazioni e invalidità riportate in guerra

(Così descrive il suo stato fisico in una delle sue pubblicazioni del 1951, anno in cui, comunque, continuava a cavalcare.):
(In un'altra pagina della stessa pubblicazione):
La sua carriera di cavallerizzo non fu da meno. Partecipò infatti con successo a molti Concorsi Ippici (nel Calendario dell'Arma del 2008 è ritratto in copertina con in mano la coppa vinta con la sua squadra al Concorso Ippico di Milano nel 1925) .

Pubblicò inoltre degli Appunti critici  sulle tecniche dell'equitazione e in particolare di quella naturale, con uno stile arguto, molto schietto e diretto, ma allo stesso tempo garbato, quasi rispecchiando le sue origini "nobiliari".
(Così descrive una sua partecipazione come spettatore al Concorso di Piazza di Siena):
Nell'ultimo periodo della sua vita andava ormai in giro con due bastoni e risiedeva a Roma, dove morì il 24 aprile 1965.

## Le sue gesta nei giornali
Le sue imprese militari sono state esaltate anche dalla stampa dell'epoca, con articoli trascritti e pubblicati in uno dei suoi libri :
COME SI BATTONO GLI AVIATORI - Una lettera del Capitano Sequi .
 Nell'ultima vittoriosa azione italiana è stato ferito il Capitano Ernesto Sequi della…..squadriglia aeroplani….dell'Arma dei Reali Carabinieri.
Dall'ospedale di guerra n. 31 ora invoca la guarigione per poter riprendere il suo posto di battaglia.
Testimonianza dell'animo e della volontà, il Capitano Sequi ha scritto al fratello (che è l'avv. Comm. Sequi della nostra Prefettura) questa lettera, che vogliamo pubblicare all'ammirazione dei nostri lettori:
Dall'ospedale, 21 giugno 1918
Gavino carissimo, 
fui ferito il 17, verso le ore 19.30 mentre mitragliavo le truppe nemiche al di qua di S. Donà di Piave: ero arrivato a 50 metri da terra. Molti austriaci devono essere certamente andati giù, però mi hanno accolto con tante scariche di mitragliatrici e di fucili da farmi dimenticare che in quel momento pioveva. È andata in complesso bene. L'apparecchio era tutto foracchiato ed aveva spezzata una fune metallica di comando del piano di coda.

Il brutto venne dopo. Per l'acqua e le nubi bassissime persi momentaneamente l'orientamento, e, invece di prendere la via del ritorno, mi trovai, a soli 500 metri di quota, in territorio austriaco. Fuoco antiaereo da non credere: non sapevo dove andare, si faceva notte e perdevo sangue sputando ogni tanto un dente. Finalmente riuscii a vedere le lagune e presi la via del ritorno. In certi momenti mi passò anche per la mente l'idea di atterrare in campo nemico, ma il dovere mi diceva piuttosto precipitare, e riuscii dopo oltre un'ora ad atterrare, ormai di notte, in Italia e al mio campo. Appena sceso dall'apparecchio la terra mi tremava sotto i piedi per la rilevante quantità di sangue perduto. Non so quanti denti ci abbia rimesso; si saprà quando sarò guarito. Fui ferito anche alla lingua, per cui ora non posso che articolare e malamente. Succhio latte con un cannello di gomma.

Non vedo il momento di guarire per tornare alla carica.

Ernesto.
LE FIGURE GLORIOSE --- COME L'AVIATORE SEQUI, CAPITANO DEI CARABINIERI, RITROVO' LA VIA DELLA PATRIA NELLE TERRIBILI GIORNATE DEL MONTELLO .
Schiettissima tempra di sardo, il Capitano Ernesto Sequi, prima di diventare aviatore, apparteneva all'Arma dei Carabinieri. È stato allievo della Scuola di Pinerolo e ha partecipato a tutti i più importanti concorsi ippici e a vari campionati del cavallo d'armi.

Prima della guerra era istruttore d'equitazione allo Squadrone Allievi Carabinieri a Roma. E nella equitazione il Capitano Sequi portava lo stesso ardimento che doveva dimostrare più tardi nel campo aviatorio. La sua audacia gli fruttava il vanto di possedere un record eccezionale: quello delle cadute da cavallo; ben trentatré, che non ebbero, per fortuna, conseguenze gravi.

Passato, all'inizio della guerra, in aviazione, parve che il caso si divertisse a contrassegnare l'entusiastica attività del Capitano Sequi con incidenti bizzarri. E il più bizzarro fu certamente quello che portò l'aviatore – che pilotava un Hanriot – ad atterrare....su un grosso albero. Simili avventure – bisogna convenire – non sono di tutti i giorni. Si sa di un aeroplano caduto a Parigi in pieno boulevard, di un altro finito sul tetto di una basilica, di un altro ancora – austriaco questo – adagiatosi sul tetto di una casa, in un piccolo paese friulano; ma l'atterramento su un albero non si verificò che rarissimamente, da che l'aviazione ha vita.

Il Capitano Sequi conosce anche questa rarissima emozione, che gli costò tuttavia delle forti contusioni al ginocchio e ad un piede. Ed ha un altro primato: quello degli atterramenti fuori campo: sette, sempre per pannes di motore.

Alla fine di un volo avventuroso, urtando violentemente contro terra, il Sequi riportò la frattura del bacino.

Ma neppure questo dolorosissimo incidente diminuì la sua grande passione per l'aviazione.

Durante la guerra egli non conosceva limiti al sacrificio: il suo dovere era sempre al di là della necessità.

E di quale eroismo – mai la parola è stata tanto appropriata – sia stato capace il Capitano Sequi dice questo episodio magnifico, che riassume idealmente tutte le glorie della tenacissima razza sarda.

Il 17 giugno scorso, verso sera, sotto una pioggia torrenziale, il Capitano Sequi – comandava allora una squadriglia – volava a breve altezza oltre il Piave. Di tempo in tempo si abbassava a fior di terra per meglio colpire le truppe nemiche. Quante e quante volte non aveva egli mitragliato gli austriaci così, tornando con l'apparecchio crivellato di proiettili? Malgrado l'imperversare della bufera, continuò a bersagliare dappresso le file dei soldati grigio azzurri.
Fitte scariche di fucileria scrosciano intorno all'apparecchio, l'avvolgono in nembi mortali, sibilando. E una pallottola colpisce il Capitano Sequi in bocca, spezzandogli la lingua e otto denti, forandogli il palato. L'aviatore, malgrado soffra atrocemente e perda sangue in gran copia, non vacilla, non piega. Continua nel volo temerario, sebbene la tempesta non abbia tregua e la notte sia ormai prossima. Tenta di tornare innalzandosi. Ma la foschia gli impedisce di discernere la giusta direzione. La nebbia sembra inghiottire l'apparecchio, che ha quattro cèntine spezzate, alcune funi tagliate e vibra fortemente. Quando la nebbia si dirada, l'aviatore scorge sotto di sé il Piave. Il velivolo è a quattrocento metri ed è fatto segno a un rabbioso tiro di cannoni. Scende, intanto, la notte. Lottando col dolore e con l'oscurità, il Sequi cerca di orizzontarsi alla meglio. Ma il sangue continua a colare abbondantemente dalla ferita orribile e le forze gli cominciano a mancare.

Si abbassa, si abbassa ancora per distinguere un villaggio, una strada, il fiume, qualcosa insomma che gli possa servire di guida. Inutilmente. Finalmente un ampio spazio libero gli appare. Dei capannoni, un sentiero, una grande freccia. È un campo d'aviazione. Sequi si abbassa ancora, rasenta il suolo; mille segni lo persuadono di una triste realtà: il campo d'aviazione è austriaco. Scendere significa la cattura, ma la salvezza. Non scendere significa la fine, quasi certa. E l'ampia distesa di terra dà lusinghe indicibili… Ma no: Sequi non scende: un sardo non si dà mai vinto: soffre ma resiste; è straziato, ma non si arrende. Vola. Vola, innalzandosi di nuovo, in direzione opposta a quella dianzi seguita.

Quando la speranza di aver raggiunto le linee italiane non gli sembra più troppo ardita, si riabbassa di nuovo. Una città si stende sotto di lui. Cupole, case, campanili. Riconosce Treviso: raccoglie tutte le sue forze, irrigidite dalla volontà, e cerca un luogo ove atterrare, cerca ansiosamente, guidato dall'istinto, dal desiderio.

Ecco finalmente delle località note, familiari, ecco il campo, il suo. Sequi vi atterra, sfinito, a nove ore. I compagni accorrono in soccorso. E lo trovano quasi dissanguato.

Pochi giorni dopo gli veniva decretata la medaglia d'argento.

Il primo combattimento aereo di Sequi avvenne nel cielo del Monte Nero. A 4400 metri incontra un caccia nemico. Colpisce ed è colpito. Una pallottola incendiaria fora il serbatoio della benzina. La lotta continua finché l'austriaco vi rinuncia.

L'11 febbraio scorso il Capitano Sequi, il Tenente Scaroni, il Tenente Di Loreto e il Sottotenente Razzi, s'imbattono, volando nel cielo di Grigno, in un aeroplano da ricognizione austriaco.

Venti colpi bastarono per farlo precipitare in fiamme su Fontanasecca. Continuando la crociera verso l'altipiano, trovano una pattuglia di tre velivoli germanici. Sequi, Scaroni e Di Loreto attaccano il capo pattuglia, un aeroplano tutto nero che appariva pilotato abilissimamente. Il Sottotenente Razzi assale il secondo, lottando furiosamente e scaricandogli contro più di 400 colpi. Il terzo scompariva presto a tutta velocità. L'aeroplano nero fu abbattuto. Quello assalito dal Sottotenente Razzi, sebbene colpito, aveva potuto fuggire.

Venne poi abbattuto, pochi giorni dopo, dallo Scaroni. Il pilota, fatto prigioniero incolume, raccontò il duello avuto col Razzi ed espresse il proprio rammarico per la fine del capo pattuglia, quello che montava il velivolo nero. <Sapete? – disse – era Kiss>. Uno dei più celebri assi austriaci.

All'inizio dell'offensiva che doveva culminare nella trionfale vittoria, il Capitano Sequi, pure essendo sofferente, fece insistenti richieste per essere inviato al fronte. Ma i precipitare degli avvenimenti frustrava questo suo ultimo, spontaneo sacrificio.

Quando, essendo stato esaudito il suo desiderio, poté raggiungere il suo posto di combattimento, l'Austria aveva già abbassato definitivamente le armi.
..........................................................ANGELO FRATTINI
Esattamente, io caddi da cavallo 33 volte solo nel periodo di frequenza dei corsi di Pinerolo e di Tor di Quinto. Le altre cadute furono centinaia.

Quando fui ferito alla bocca comandavo la 70ª Squadriglia caccia.

La pallottola che mi colpì alla bocca mi spezzò nove denti, non otto.

Mi abbassai su due campi di aviazione nemici, non su di uno solo. Avevo deciso di stare in aria fino a quando avessi avuto anche una sola goccia di benzina nel serbatoio.

Per ogni spiacevole evento avevo sempre la Browing carica nella tasca del calzone destro.
ERNESTO SEQUI

## Onorificenze
MOTIVAZIONE:  Ardito pilota da caccia, ottimo comandante di squadriglia, prese parte a numerosi mitragliamenti da bassa quota contro truppe nemiche, ritornando spesso con l’apparecchio gravemente colpito da tiro avversario. Il 17 giugno 1918, sotto la pioggia dirotta, abbassatosi per meglio colpire il bersaglio e rimasto gravemente ferito, malgrado il dolore e la copiosa perdita di sangue, riuscì a riportare l’apparecchio al proprio campo. Costante esempio ai suoi dipendenti di audacia, di costanza e di elevato sentimento di dovere.
Cielo di Musile, di Intestadura e di Paludello, 17 giugno 1918

## Poesia in lingua sarda
Il noto poeta dialettale Celestino Caddeo di Dualchi gli ha dedicato (nel 1923) le seguenti tre ottave nella poesia Mutilati ed invalidi di guerra:

Est de distinta nobile famiglia;

Cavallerizzu de summu valore

E, poto narrer, signore de briglia,

In sos torneos su laru mazore

Binchesit causande maraviglia.

Est issu su prim’assu europeu,

Sempre vittoriosu e senza neu.
Su capitanu eroicu esemplare
Da s’Arma benemerita passesit

A s’aviazione militare,

Subitu chi sa gherra iscoppiesit.

Tand’un’isquadriglia a cumandare

D’areoplanos in campu si desit;

Ma, mitragliande bassu in su Piave,

Est feridu a sa bucca in modu grave.
Pro custu fattu eroicu azzardadu
Benzesit decoradu su gherreri.

S’unicu ufficiale issu est istadu

Chi, dae s’Arma passadu avieri,

Si siat dignamente riveladu

De fattos valorosos artieri.

E cun resone de s’Arma su Fogliu

Citesit cust’eroe cun orgogliu.»